# The Cub Reporter's Temptation

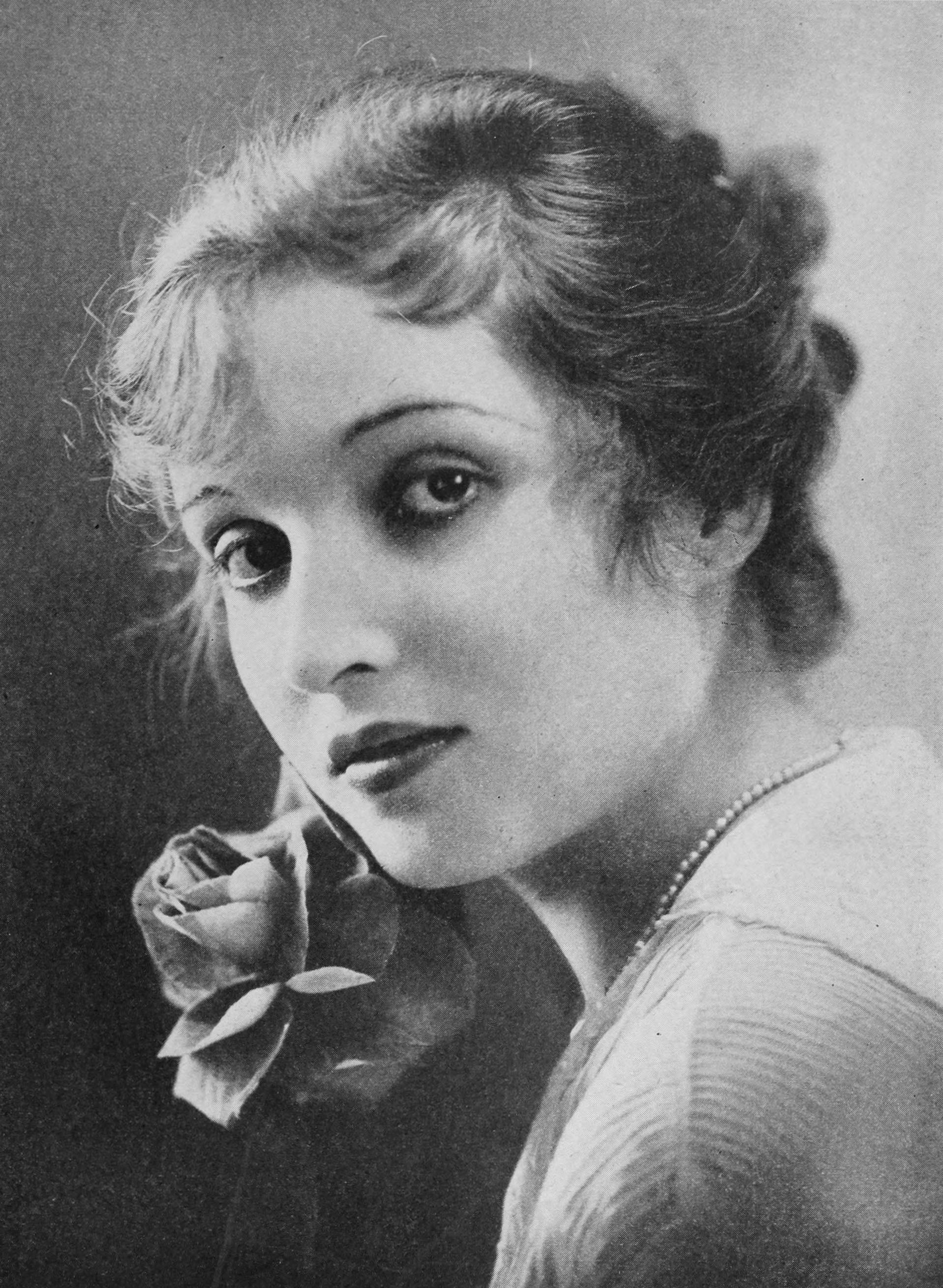
O filme estrelou Alice Joyce.

The Cub Reporter's Temptation é um filme curto de drama mudo norte-americano de 1913.  O filme estrelou Earle Foxe, Alice Joyse e Tom Moore nos papéis principais.

## Elenco
- Tom Moore
- Alice Joyce
- Earle Foxe
- Matt Snyder (como Matt B. Snyder)
- Charles M. King
- Richard Purdon